# Gironcourt-sur-Vraine
Gironcourt-sur-Vraine település Franciaországban, Vosges megyében. Lakosainak száma 858 fő (2022. január 1.). Gironcourt-sur-Vraine Houécourt, Ménil-en-Xaintois, Morelmaison, Saint-Menge, Biécourt és Dombrot-sur-Vair községekkel határos.

## Népesség
A település népességének változása:
| Lakosok száma | 969  | 968  | 966  | 927  | 899  | 889  | 882  | 872  | 858  |
|               | 2013 | 2015 | 2016 | 2017 | 2018 | 2019 | 2020 | 2021 | 2022 |